# Parque Zoológico Benito Juárez
El Zoológico Benito Juárez también conocido como Zoológico de Morelia, de la ciudad homónima, en el estado de Michoacán, es el parque zoológico más importante del estado, el segundo más visitado del país y el segundo más importante de América Latina por su número de especies y de individuos.
Inaugurado el 30 de septiembre de 1970 por el entonces Gobernador del Estado, el Lic. Carlos Gálvez Betancourt, y como legado del Sr. Jesús Guzmán Villicaña.

## Galería

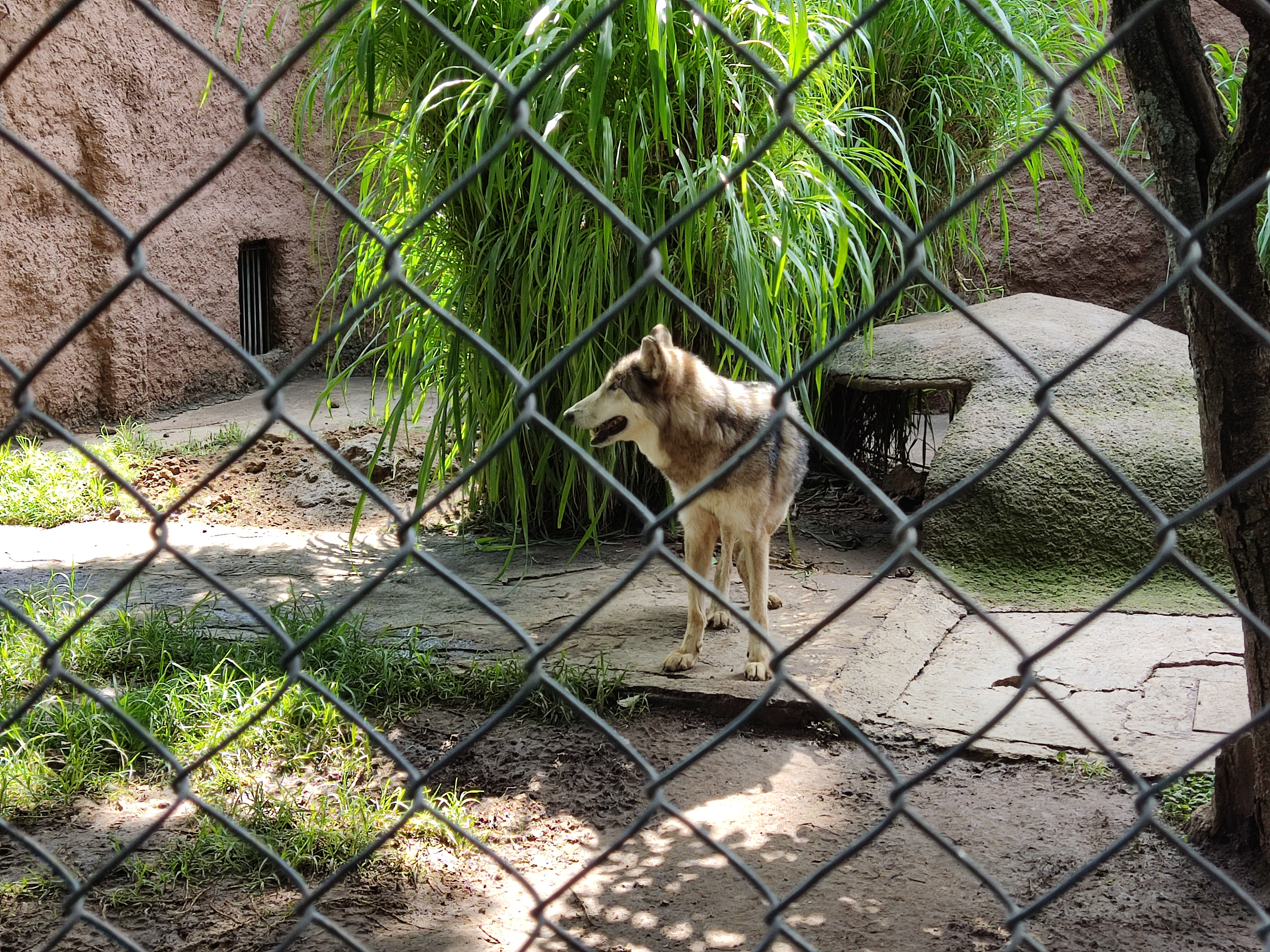
Lobo gris
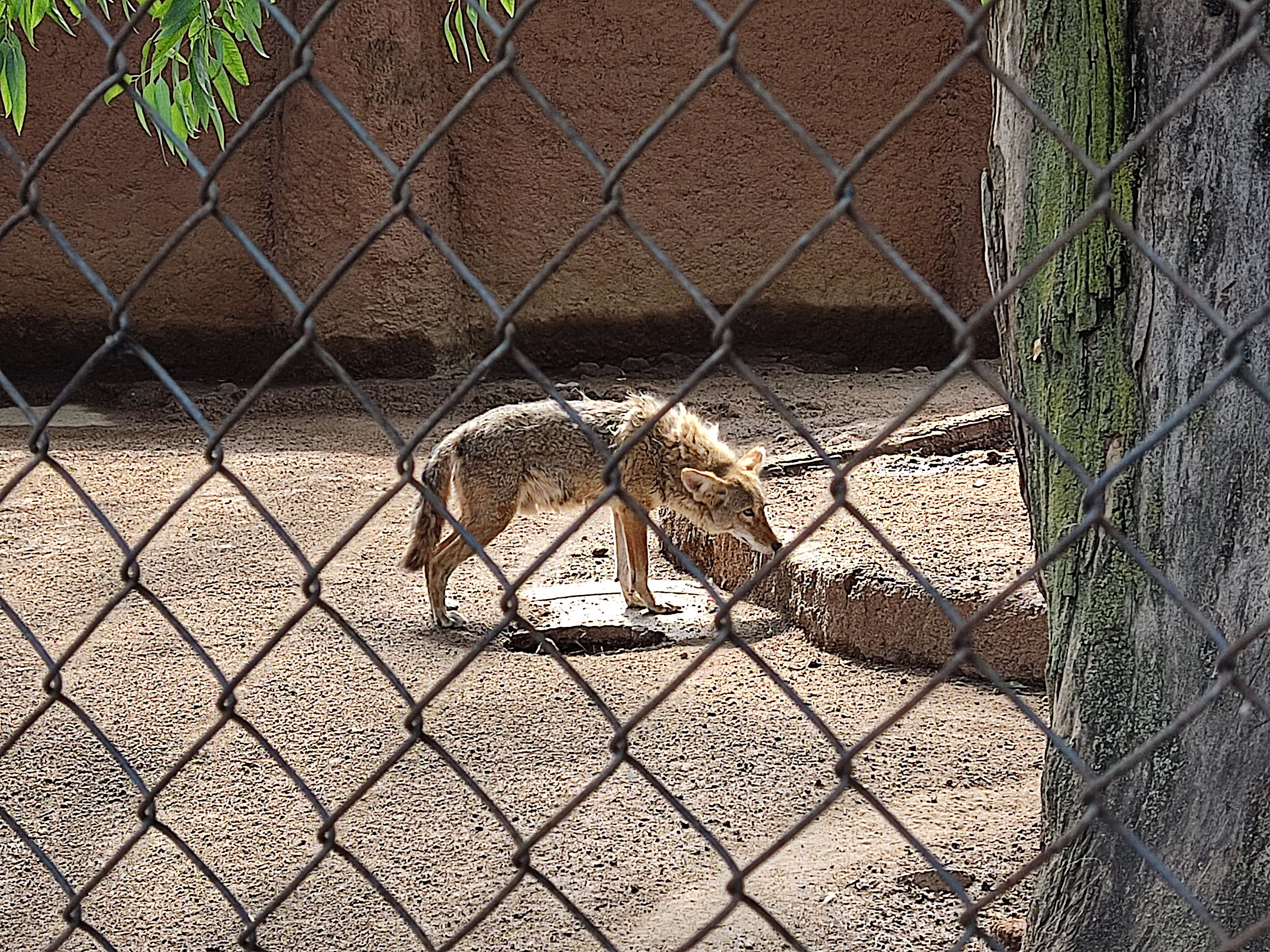
Coyote
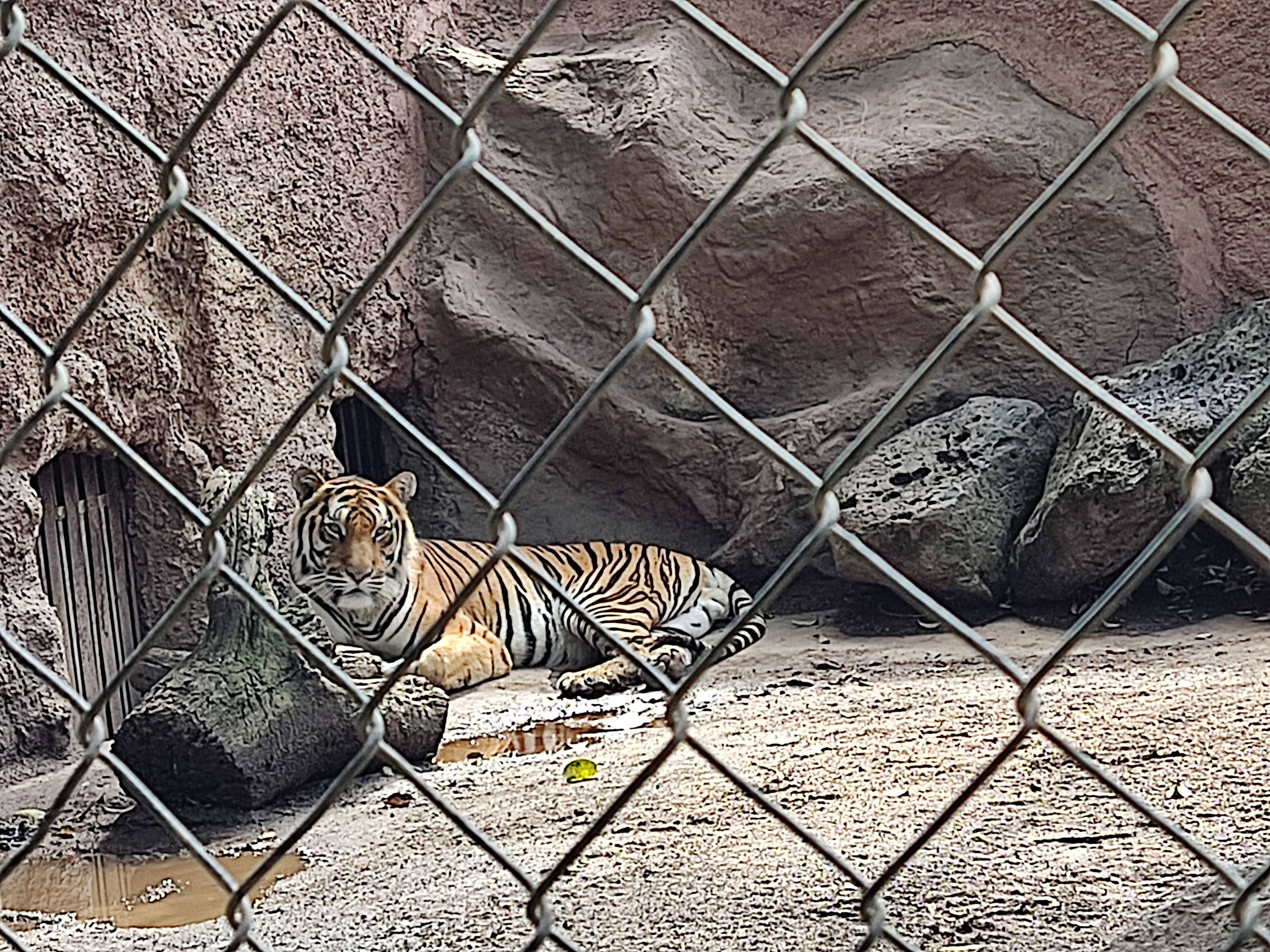
Tigre de bengala
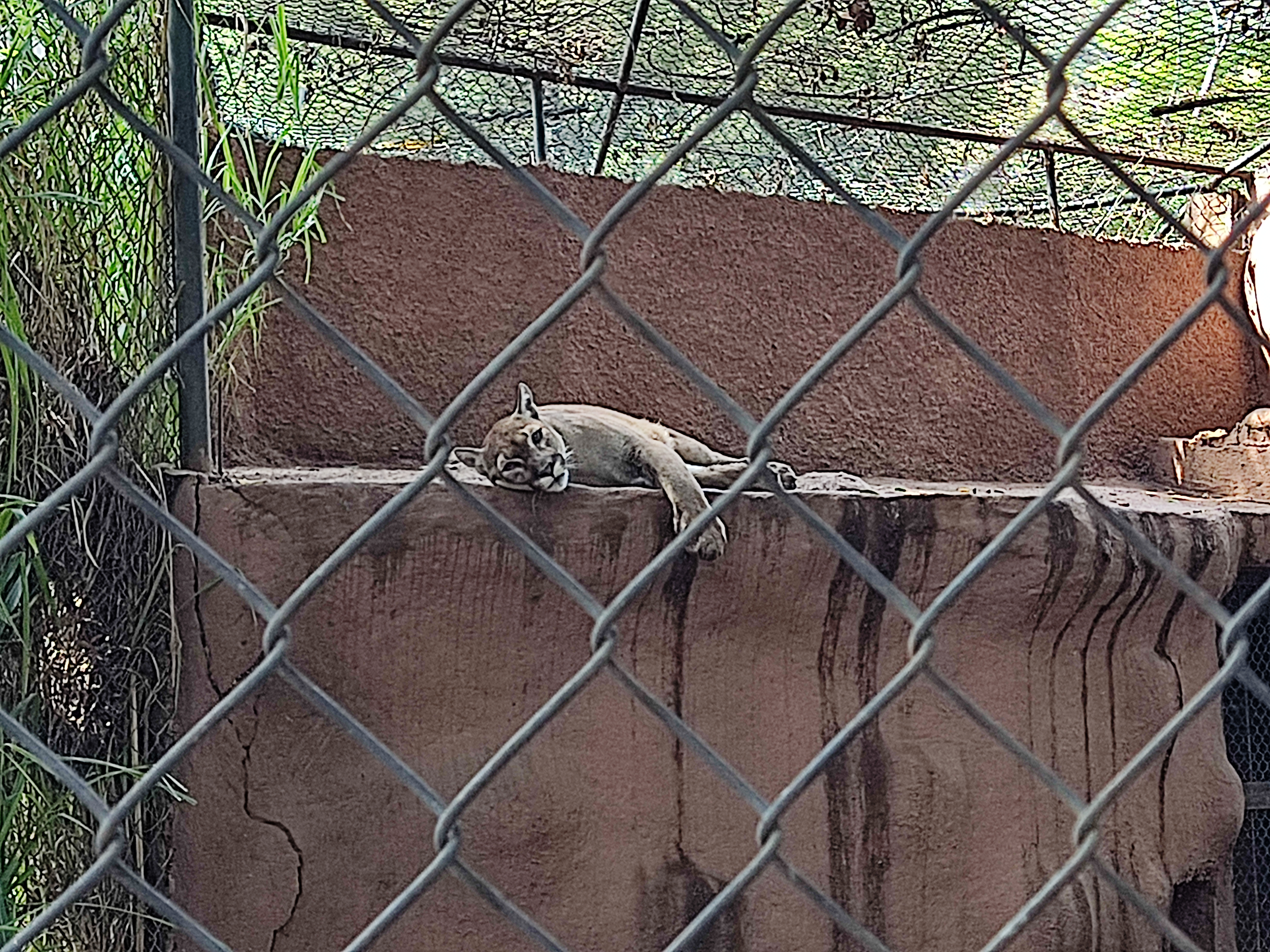
Puma
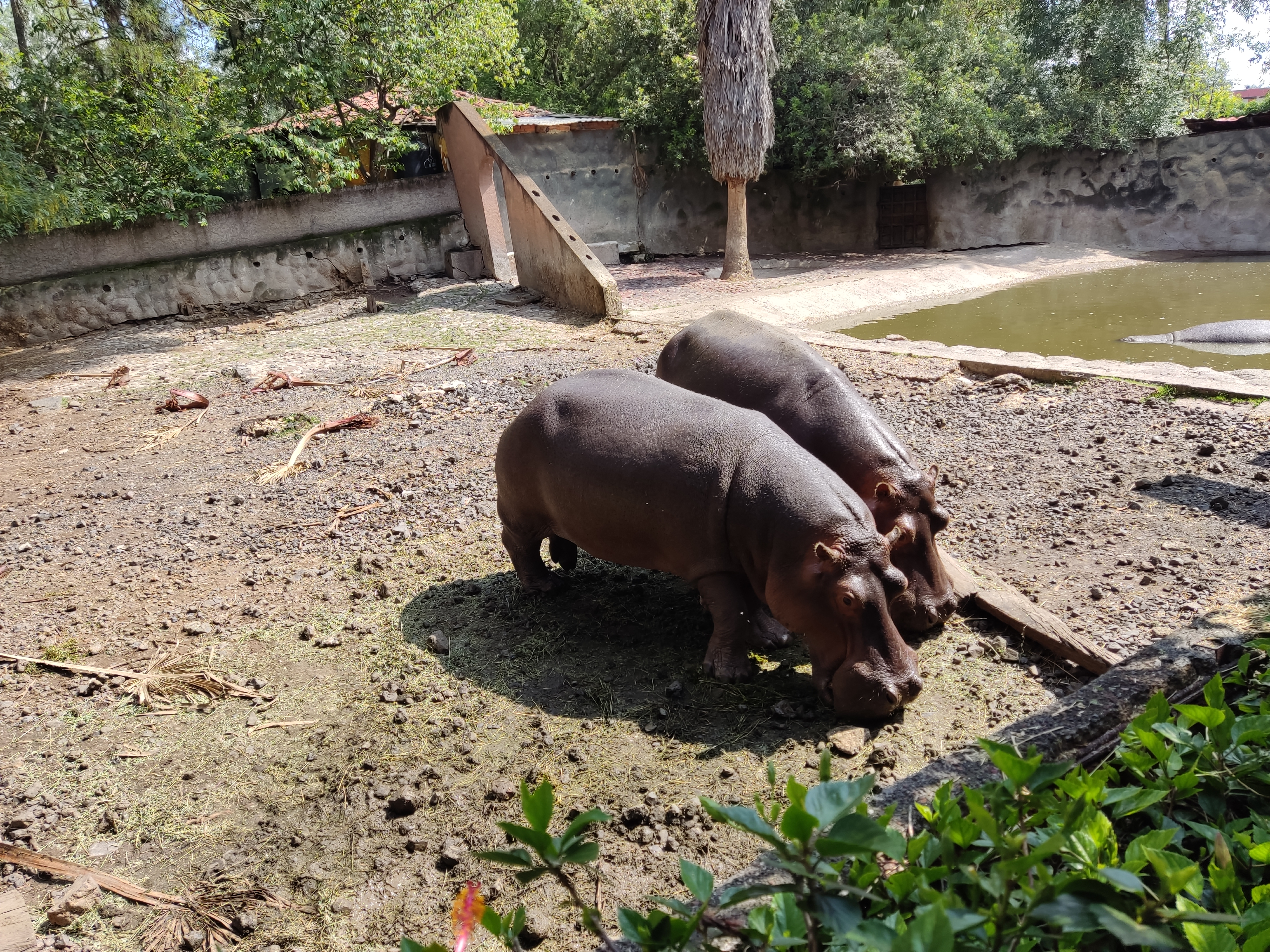
Hipopótamo
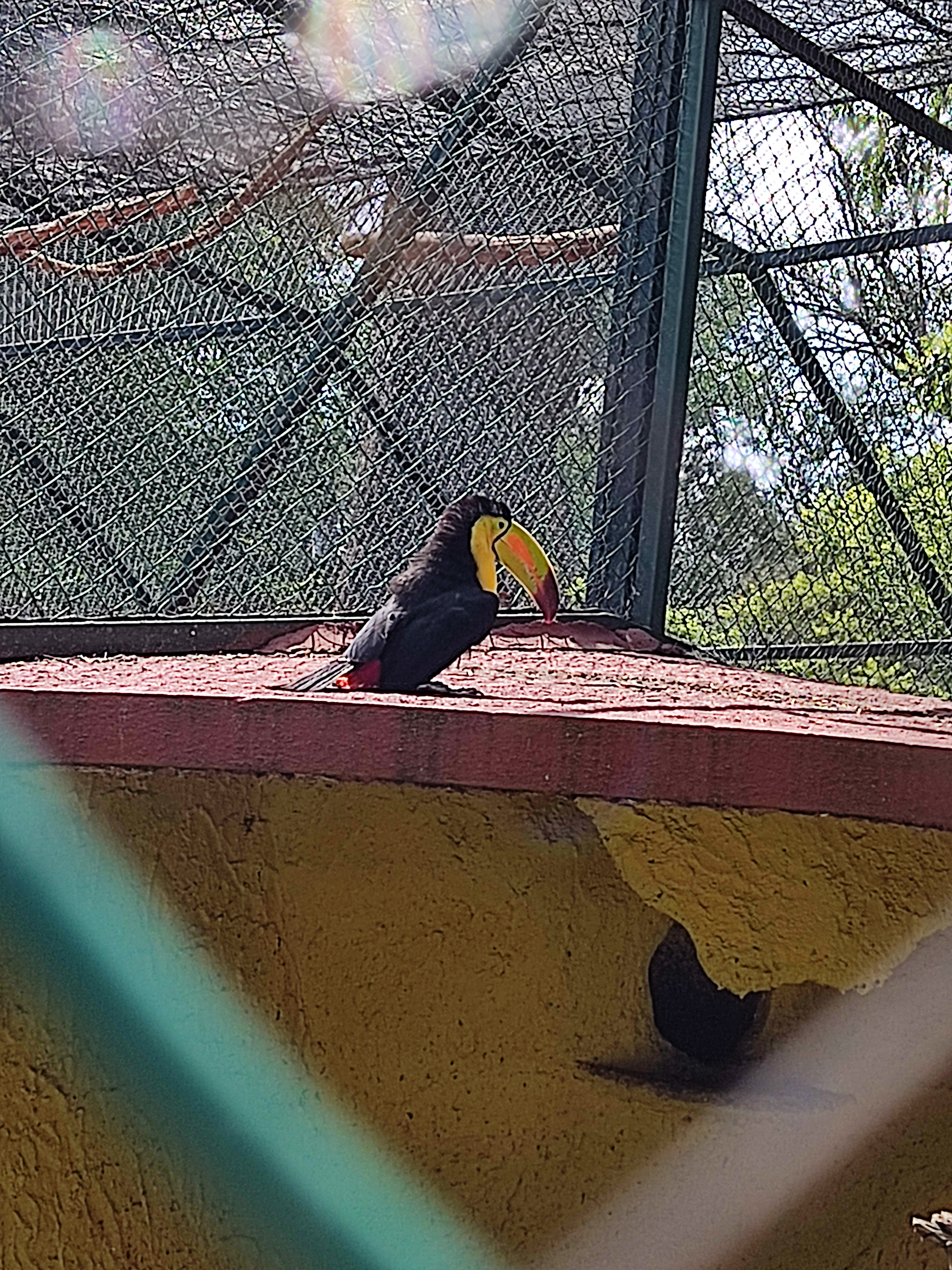
Tucán
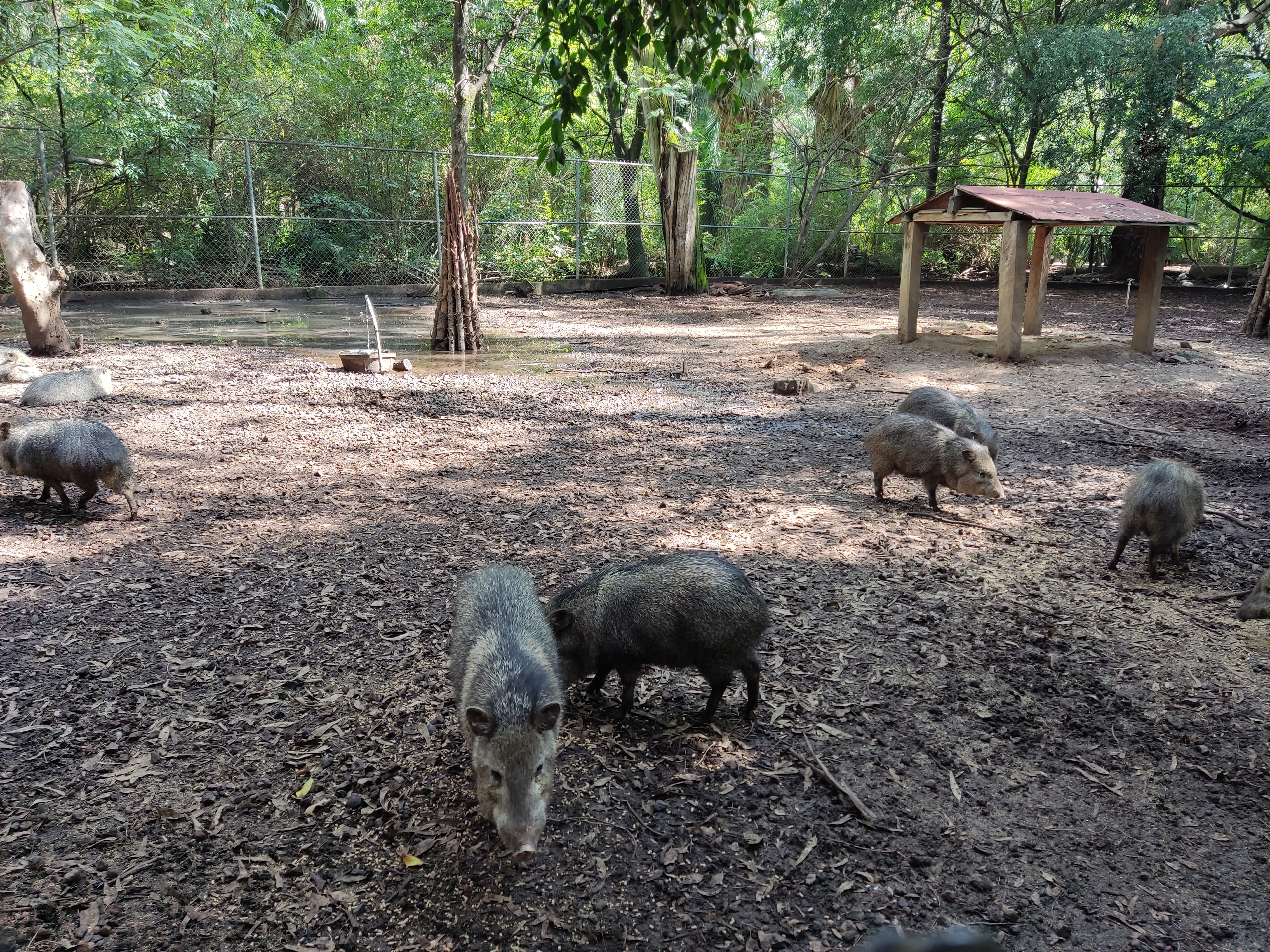
Pecarí de collar
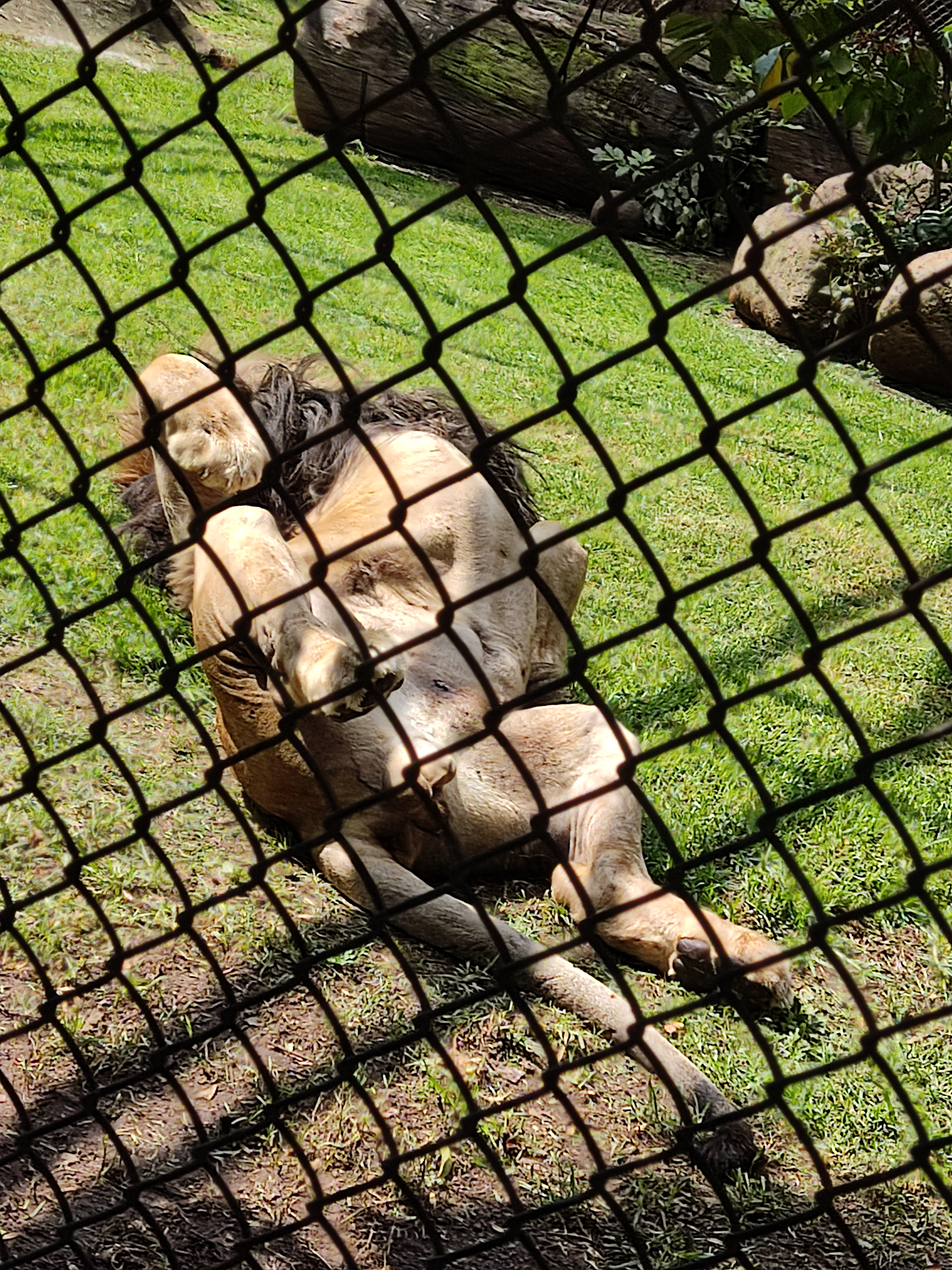
León africano
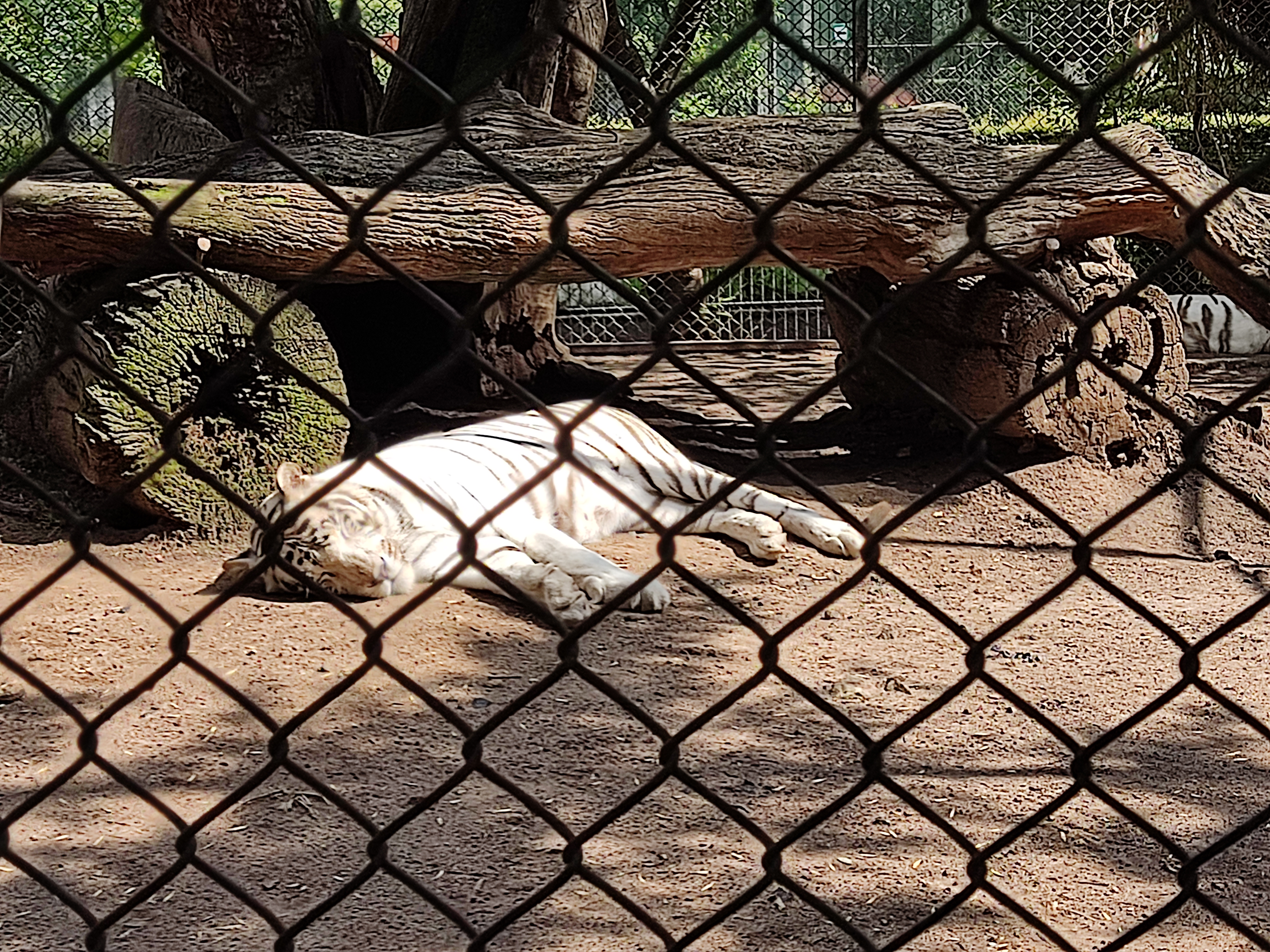
Tigre blanco
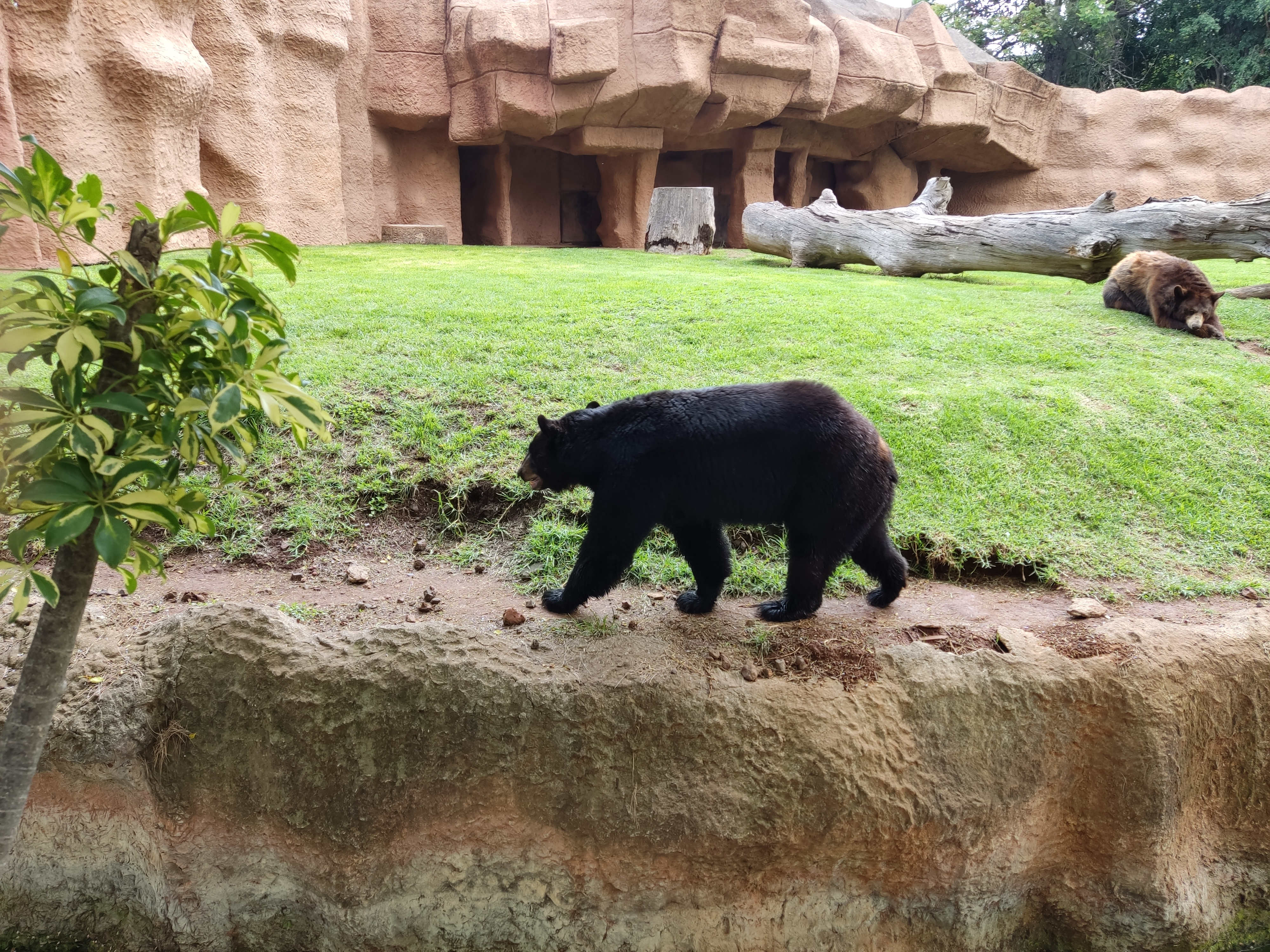
Oso negro
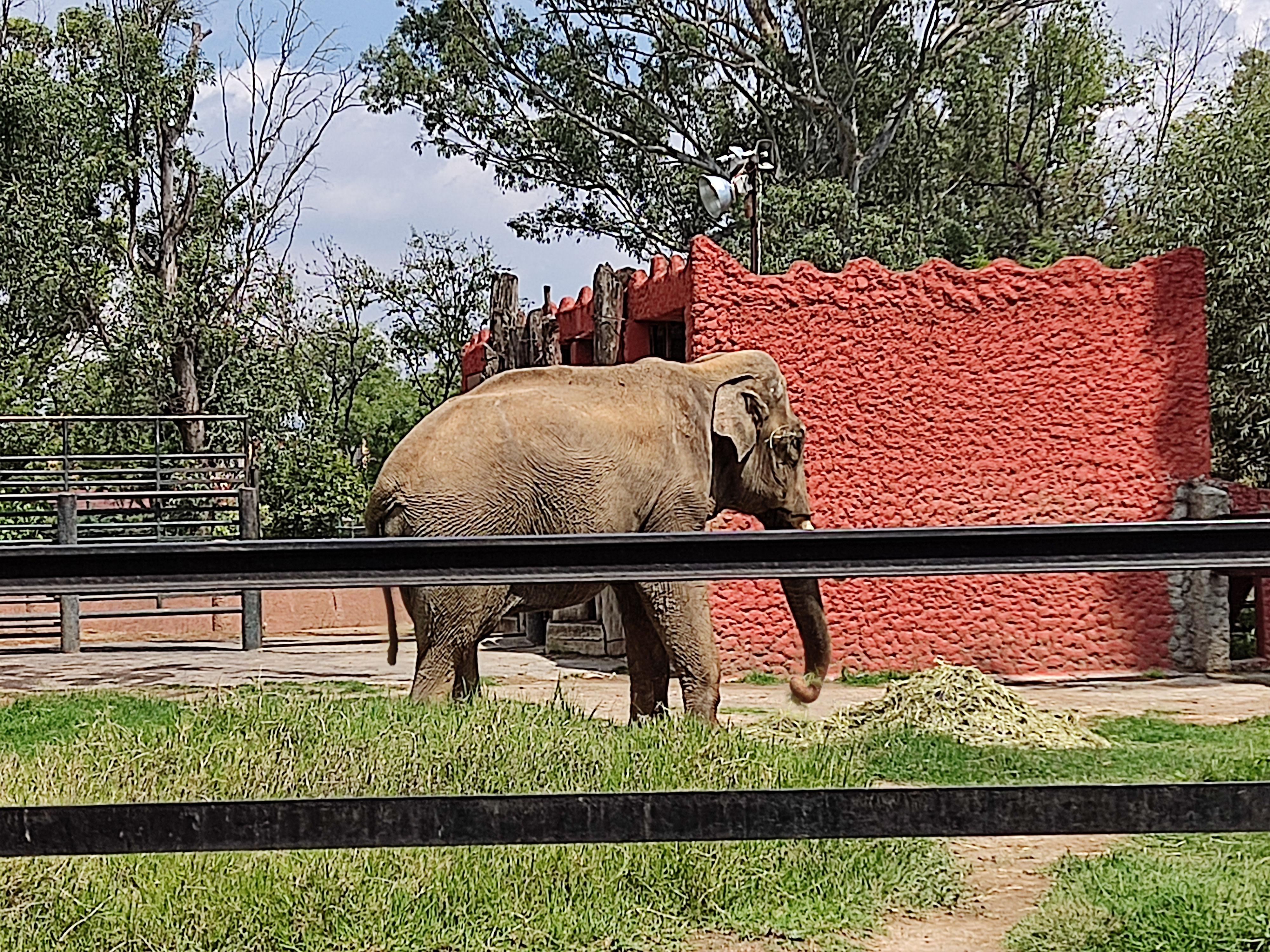
Elefante asiático
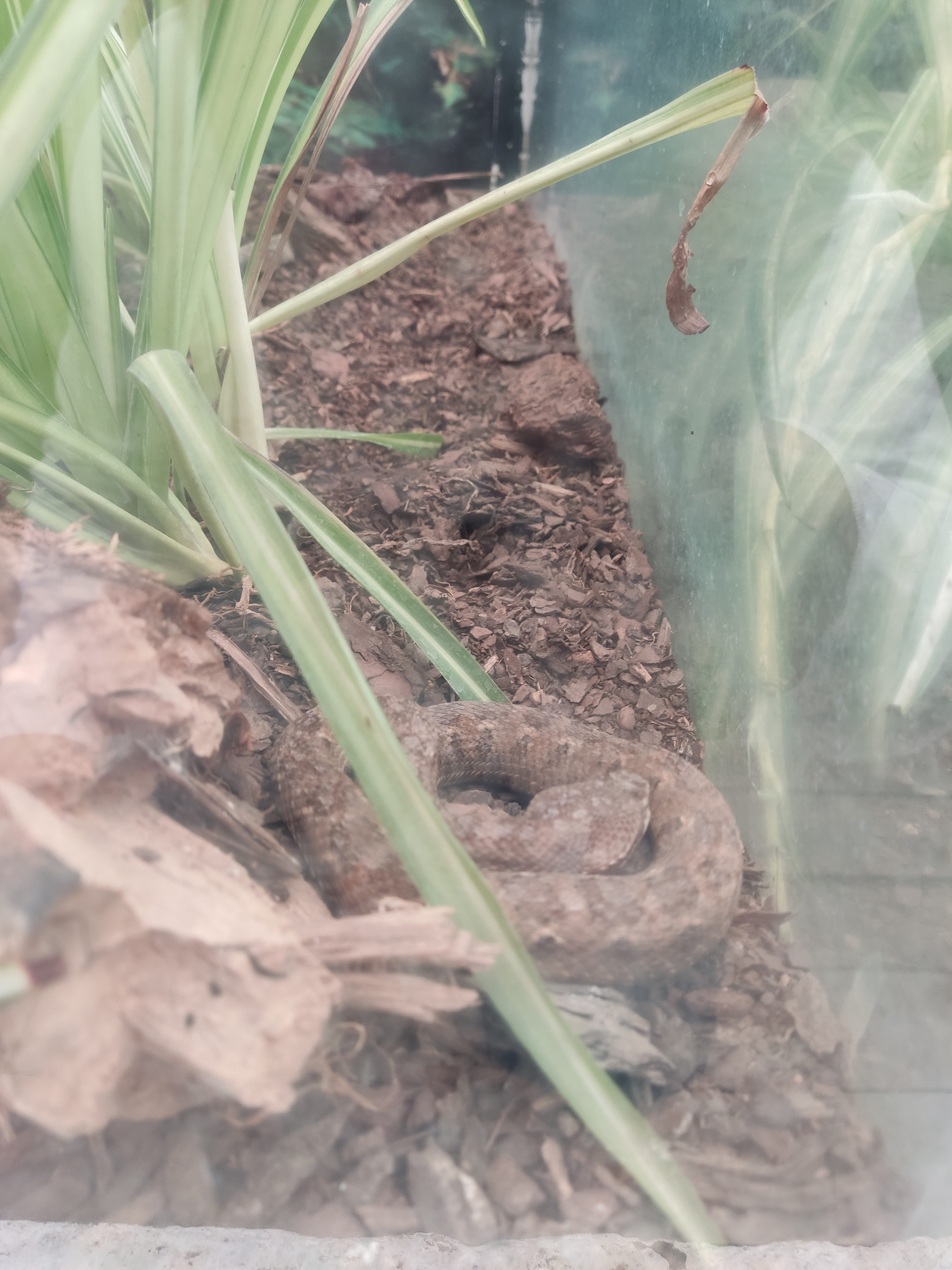
Cascabel transvolcánica
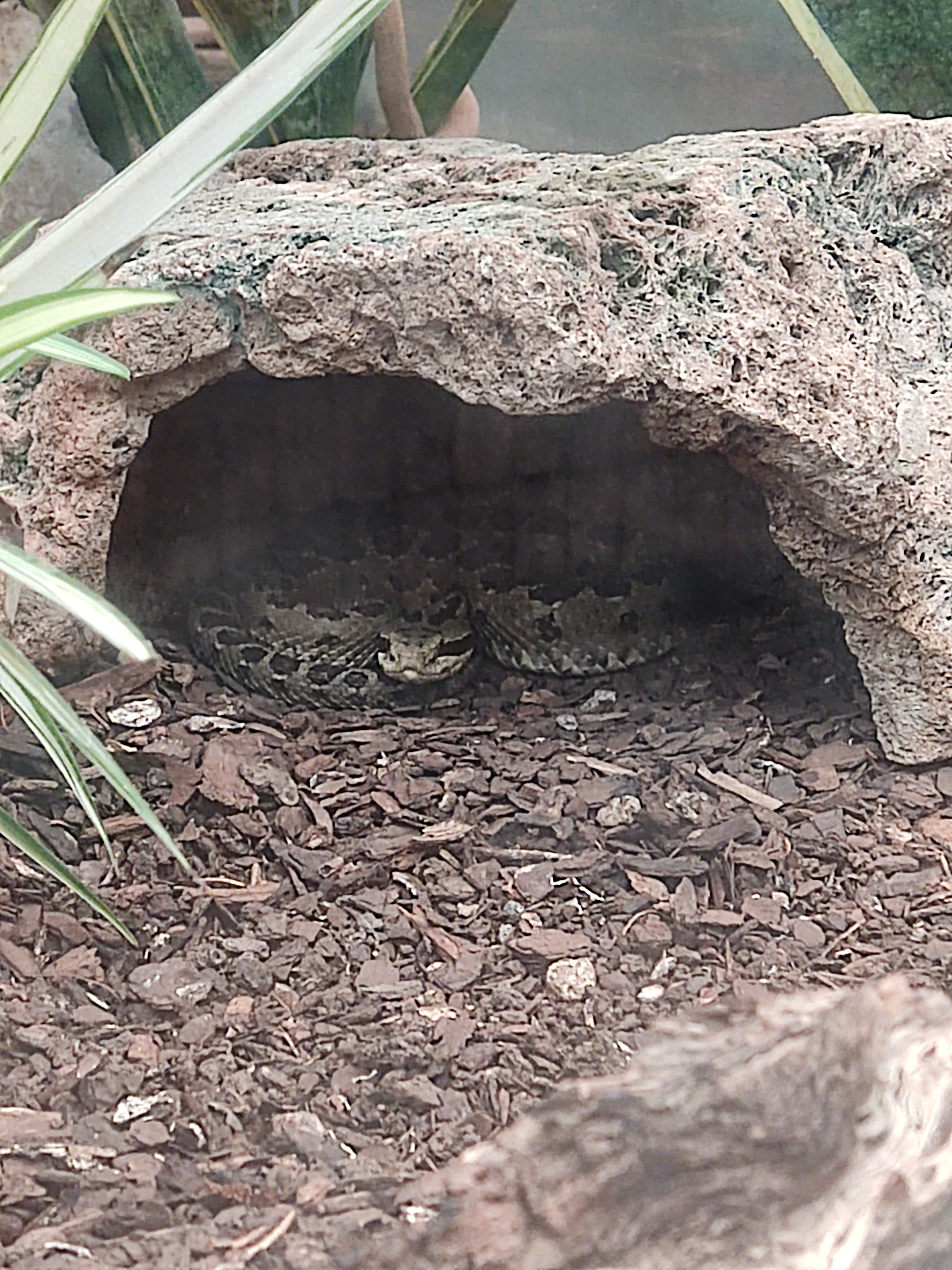
Cascabel pigmea de montaña
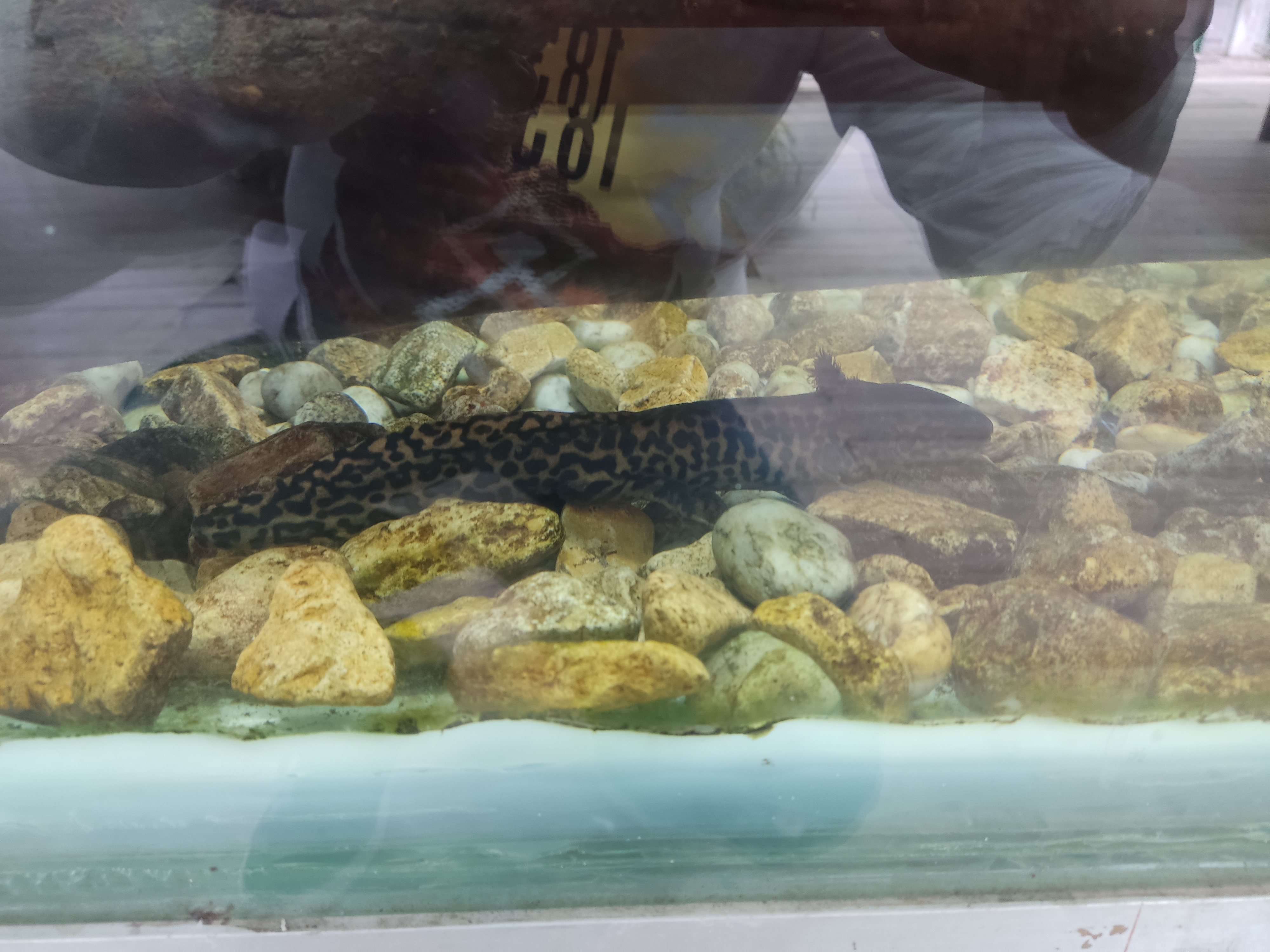
Ajolote moteado

- Datos: Q18391178
- Multimedia: Parque Zoológico Benito Juárez / Q18391178